# Marian Stepczynski
Marian Stepczynski est un journaliste suisse né en 1943.
Licencié en sciences économiques et en sciences politiques de l'université de Genève, il commence sa carrière journalistique à La Tribune de Genève en 1966.
De 1970 à 1980 et de 1993 à 1997, Marian Stepczynski travaille au Journal de Genève dont il sera le directeur de la rédaction.
Depuis 1997, il exerce une activité de conseil privé et de chroniqueur économique.